# آلبرت لوتین
آلبرت لوتین (انگلیسی: Albert Lottin؛ زادهٔ ۲۹ اوت ۲۰۰۱) بازیکن فوتبال اهل فرانسه است.
از باشگاه‌هایی که در آن بازی کرده‌است می‌توان به باشگاه فوتبال بوردو اشاره کرد.